# 2025年監獄（修訂）規則
香港2025年對現行的香港法例第234 章《監獄條例》作出的相關修訂。

## 修訂背景
現行的《監獄規則》已實施超過70年，部分陳舊條款不再能夠適應電訊科技新時代下維護國家安全與管理現代監獄的需要。在2018年至2024年期間，因對在囚人士的「私飯」管理不當共計發生超過300宗違紀事件，更有囚犯透過「私飯」偷運違禁品入監獄。2025年7月3日，保安局提出有必要對《監獄規則》做出適度修訂。

## 修訂過程

### 提出修訂
2025年7月3日，保安局向立法會提出修訂《監獄規則》建議，包括修改探訪安排、禁止候審在囚人士穿著私人衣服及自備「私飯」等。

### 刊登憲報
2025年7月18日，香港政府在憲報刊登《2025年監獄（修訂）規則》，當日即時生效。

### 立法會審議
2025年7月23日，提交立法會進行先訂立後審議的程序。8月6日，小組委員會舉行首次會議，保安局局長鄧炳強於開幕致辭中指出，依據全國人民代表大會《關於建立健全香港特別行政區維護國家安全的法律制度和執行機制的決定》（簡稱「5.28決定」）以及《香港國安法》的法律框架，香港特區負有持續推進國家安全法律體系建設的法定責任。他強調，鑒於現行《監獄規則》自制定以來已實施逾七十年，其內容與現代監獄治理理念及國家安全保障需求之間的契合度亟待重新評估，以確保相關制度既能有效應對當代安全挑戰，亦能符合法治原則與國際標準。

## 修訂內容

### 限制在囚人士與專職教士接觸
賦權懲教署權限依據具體情況，限制或禁止專職教士與在囚人士接觸或舉行相關宗教活動。

### 限制在囚人士聯係個別法律代表
懲教署提出申請，賦權裁判官可在特定情況下發出手令。手令發出後，懲教署有權限制在囚人士不得於手令所指明的區間與指明的個人法律代表，或相關律師行業的任何其他法律代表，產生會晤、通訊及其他任何形式的聯係。

### 限制在囚人士接受個別註冊醫生探訪
懲教署可視維護國家安全的情況需求，向賦權裁判官申請手令。手令發出後，懲教署有權適當限制在囚人士接受個別註冊醫生的探訪。

### 禁止在囚人士穿「私服」與備「私飯」
廢除原《監獄規則》允許在囚人士穿「私服」與備「私飯」的相關條文。

### 強化懲教署執法效能
懲教署人員在移送和羈押在囚人士時，可使用任何由行政長官批准、包括手銬和腳銬在內的機械束縛器具。一旦出現有人或協助作出對監獄保安或人身安全構成威脅的情況，懲教署人員可視情況需求使用槍械。一經定罪為抗拒或阻礙懲教署人員執行職務者，將要面臨$2000罰款與6個月監禁。